# Ronsdorf
Ronsdorf – dzielnica Wuppertalu w Niemczech, w kraju związkowym Nadrenia Północna-Westfalia, w rejencji Düsseldorf. Do 1929 odrębne miasto. Znajduje się tu stacja kolejowa Wuppertal-Ronsdorf. Liczy  21 273 mieszkańców (2010).
Do roku 1929 Ronsdorf był odrębnym miastem w powiecie Lennep. Do Ronsdorfu należą też osiedla Heidt oraz Erbschlö, Holthausen, Blombach i położona przy drodze krajowej B58 miejscowość Linde wraz z Marscheid, Groß- i Kleinsporkert oraz Kleinbeek.
Obszar Ronsdorf został podzielony na sześć tzw. kwartałów, niemających znaczenia historycznego i służących wyłącznie celom statystycznym.

## Historia
Miasto Ronsdorf pojawia się po raz pierwszy w roku 1494 w dokumencie spisanym przez Johanna von Ronsdorp. Około roku 1600 wytapiano tam żelazo, jedna z dzielnic otrzymała nazwę Hütte.
Właściwym założycielem miasta był urodzony w roku 1690 Elias Eller. Wraz z drugą żoną, Anną Cathariną vom Büchel, założył w gminie ewangelicko-reformowanej Elberfeld Stowarzyszenie Filadelfijskie, należące do zwolenników radykalnego pietyzmu.
Eller odkupił od krewnych grunty graniczące z Elberfeld i założył wspólnotę na wzór biblijnych obozów Izraela. We wspólnocie założył tkalnię, która stała się zalążkiem przemysłu tekstylnego Ronsdorfu.
Arcyksiąże Karol IV nadał Ronsdorfowi 1745 prawa miejskie.
1748 zbudowano w miejscowości młyn wodny, który jednak wkrótce został zlikwidowany z braku wody, mającej napędzać młyn.
Od roku 1816 Ronsdorf należał do pruskiego powiatu Lennep.
W roku 1849 mieszczanie Ronsdorfu uczestniczyli w powstaniu elberfeldzkim.
W roku 1929 Ronsdorf wraz z Barmen, Beyenburg, Cronenberg, Elberfeld i Vohwinkel weszły w skład nowo założonego miasta Wuppertal.

## Komunikacja
Stacja kolejowa Wuppertal-Ronsdorf przy linii kolejowej Wuppertal-Opladen/Solingen została wzniesiona przy ulicy Nibelungenstraße i podczas nalotu bombowego 1943 uległa zniszczeniu. Została odbudowana w postaci skromnego budynku, w roku 2006 zmodernizowana i przystosowana do ruchu osób niepełnosprawnych.
Ronsdorf posiada połączenie z autostradą A1. Przez dzielnicę Linde przebiega droga krajowa B58. Na północnym skraju przebiega droga krajowa B419 stanowiąca łącznik z autostradą.